# 广东科学中心
广东科学中心（英語：Guangdong Science Center，簡稱：GDSC），位于中華人民共和國广东省广州市番禺区小谷围岛西南角，广州大学城外环西路西侧，是集科普教育、科技成果展示、国际学术交流和科普旅游四大功能于一身的大型公益性科普教育基地，全国乃至亚洲规模最大的科普教育基地之一，是亚太科学中心协会、世界科学中心协会和国际博物馆协会的成员单位，以及粤港澳大湾区科技馆联盟、广东省科技馆研究会和广州科普联盟的发起成员。
广东科学中心由广东省人民政府投资兴建，于2004年3月奠基，2008年9月26日建成开放，占地面积45.39万平方米，建筑面积14.07万平方米，总投资额达19亿元人民幣。馆内现设有13个常设主题展馆及多个临时专题展区，拥有4座科技影院（四维影院、球幕影院、IMAX巨幕影院、虚拟航行动感影院）及室外科学探索乐园，以及8万平方米生态湖、2,000多种岭南特色植物和数十个室外展项。
2018年11月7日，经过吉尼斯世界纪录认证，广东科学中心以126514.58平方米的实际馆内面积，被授予“最大的科技馆/科学中心”称号，这是中国科技馆首次（也是目前唯一的一次）获得吉尼斯世界纪录认证，收录在《吉尼斯世界纪录大全》的“骄傲中国”项目中。

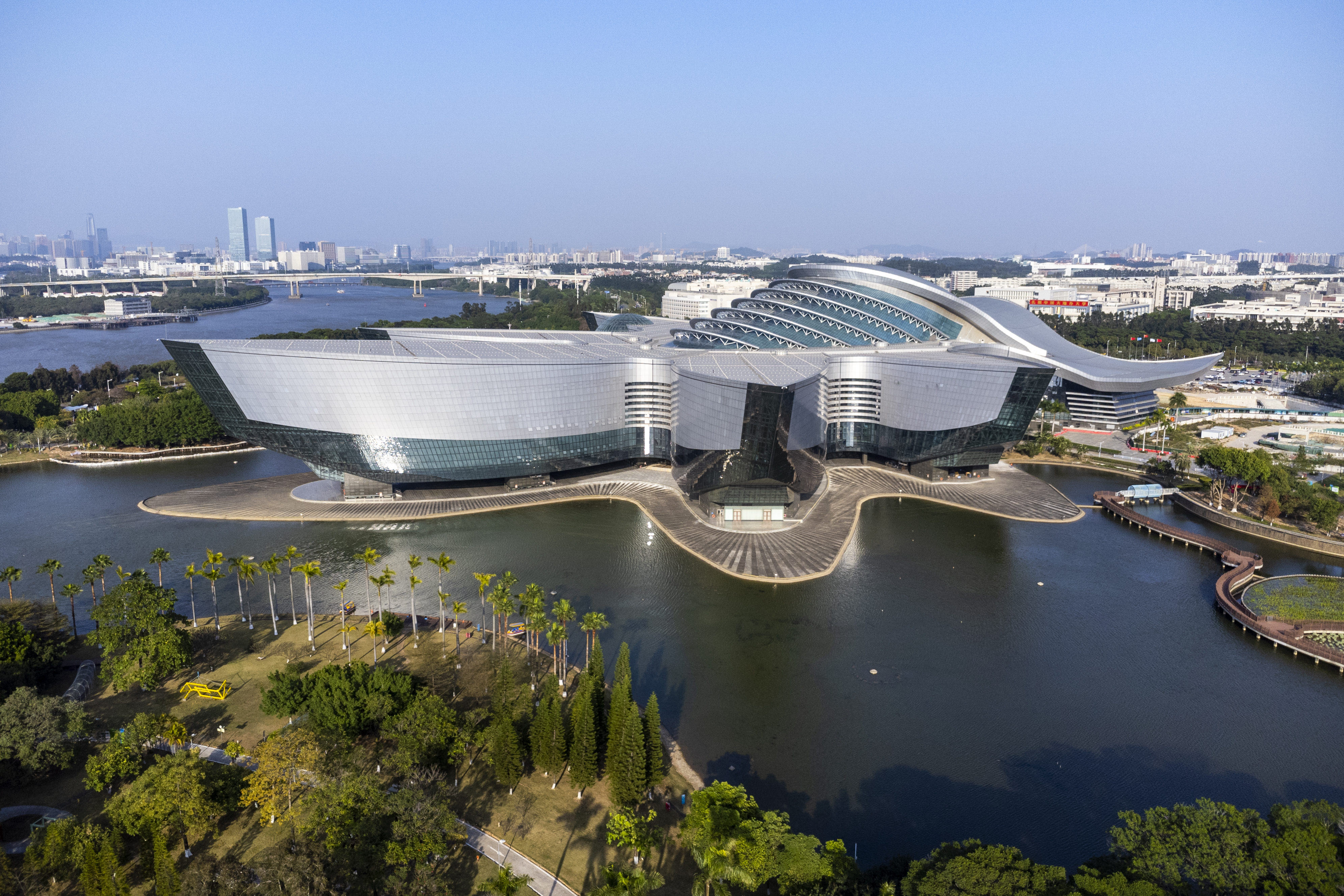
科学中心西侧景观

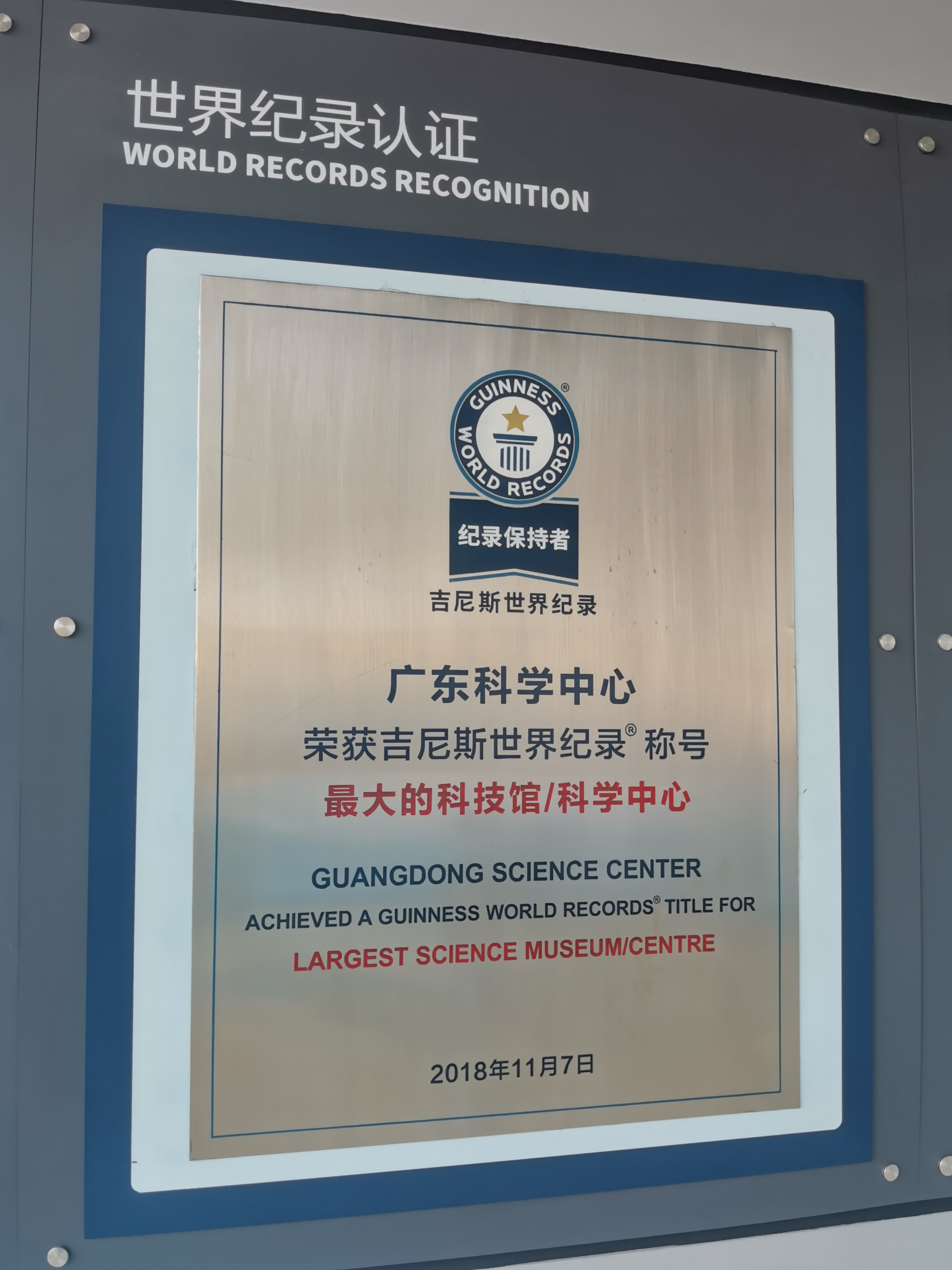
吉尼斯世界纪录认证牌匾

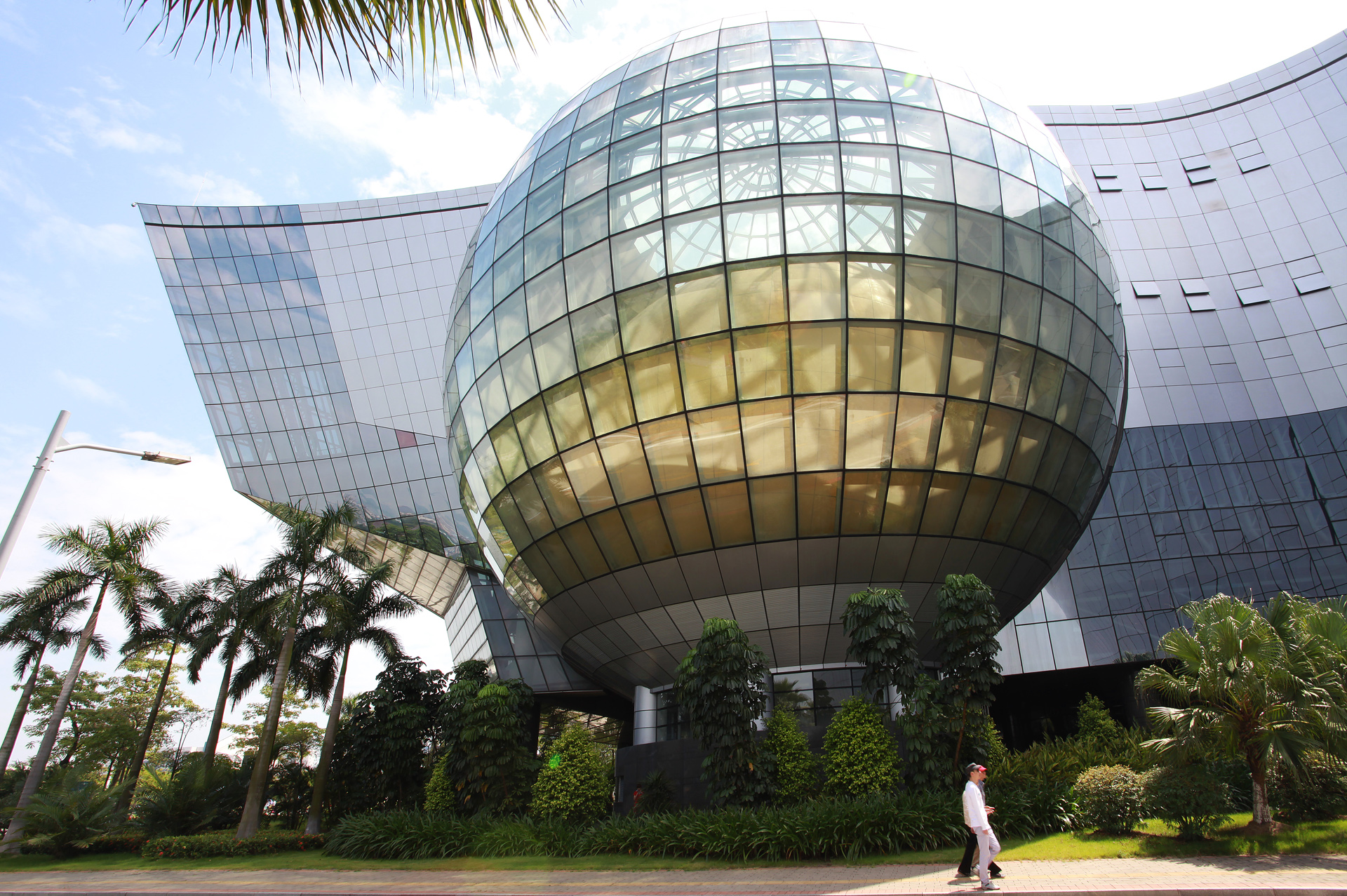
科学中心北侧景观

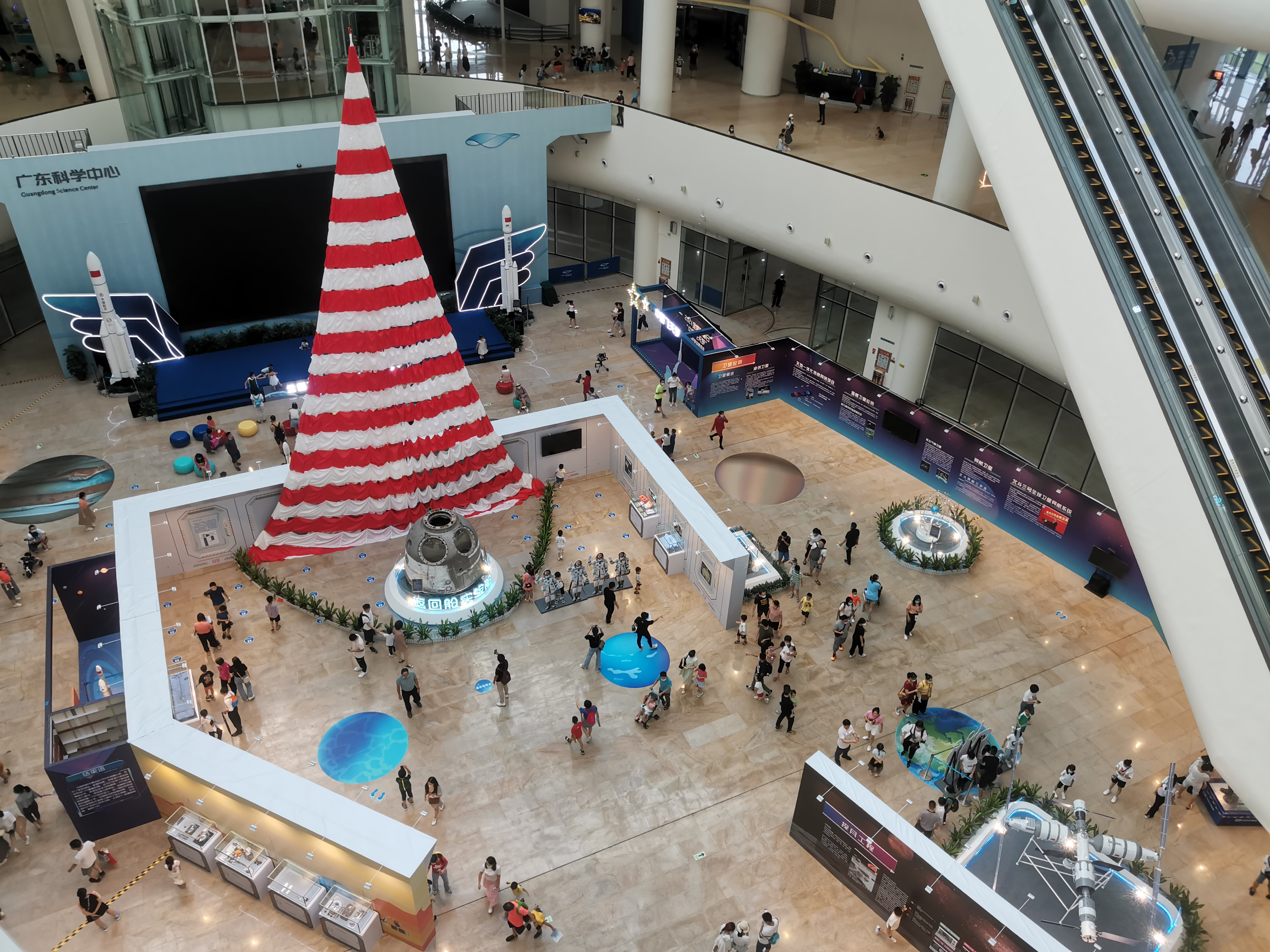
科学中心 -1F 中庭俯瞰

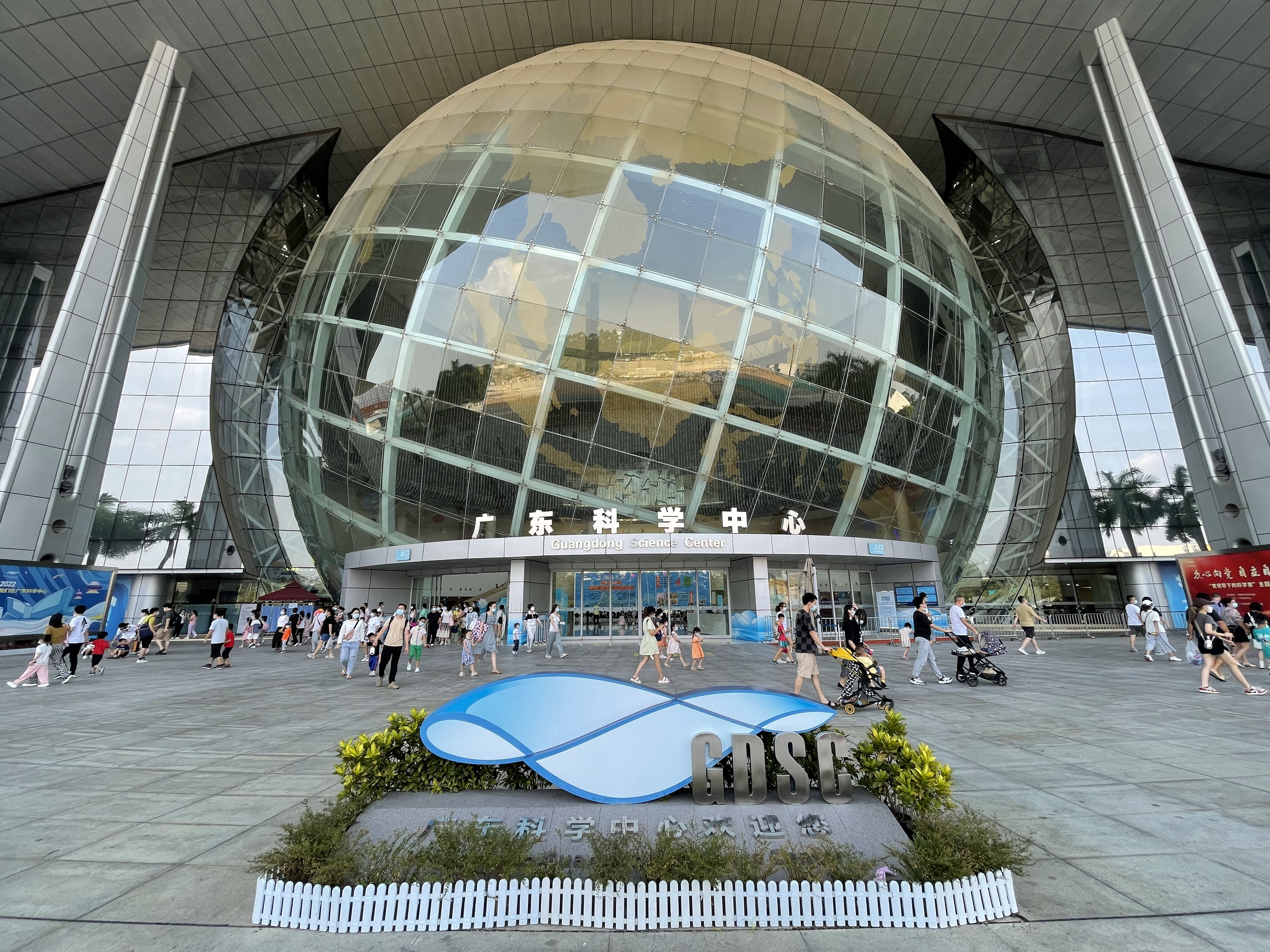
科学中心东南门门口

## 历史

### 筹办
广东科学中心项目在1996年立项，1998年3月，广东省政府常务会议通过广东科学中心总体规划方案，初步选址广州科学城，2002年，经过有关专家再三考察和论证，改址于更有文化气息的广州大学城小谷围岛西部、廣州大學大學城校區西侧的湾咀头地带。
广东科学中心的规划和建筑设计采用国际招标的方式，首轮规划与建筑设计国际邀请竞赛于2003年4月启动，共有来自美、加、日、德等国的8家设计单位提交设计方案，并于同年8月29日在广州会展中心向市民免费展出，最终由专家评出“生态之城”、“南国幻景”和“阳光绿岛”作为优胜方案，但因提交的方案不符合“广东省标志性建筑”的标准，未能通过专家组审评。
2003年10月10日，广东科学中心第二轮建筑设计国际邀请竞赛公布竞赛日程，共有12家国内外设计单位参赛，第二轮竞赛的方案于同年12月31日通过专家评审，在6个入围评审方案中选出三甲方案。翌年2月11日，三甲方案首次向媒体公布，分别为“双贝含珠”、“科技航母”、及“日月同辉”。最终，中南建筑设计院的“科技航母”方案胜出，成为广东科学中心的建筑设计实施方案。

### 建设
2004年3月28日，作为广东省首批“十大工程”中的重点项目，广东科学中心在广州大学城举行奠基仪式，计划于2007年6月完成建筑工程，11月完成展项工程，开放后预计每年接待观众250万人次。历时近5年建设，广东科学中心于2008年9月19日举行亮灯仪式，同年9月26日开馆，9月27日正式对公众开放。

## 建筑风格

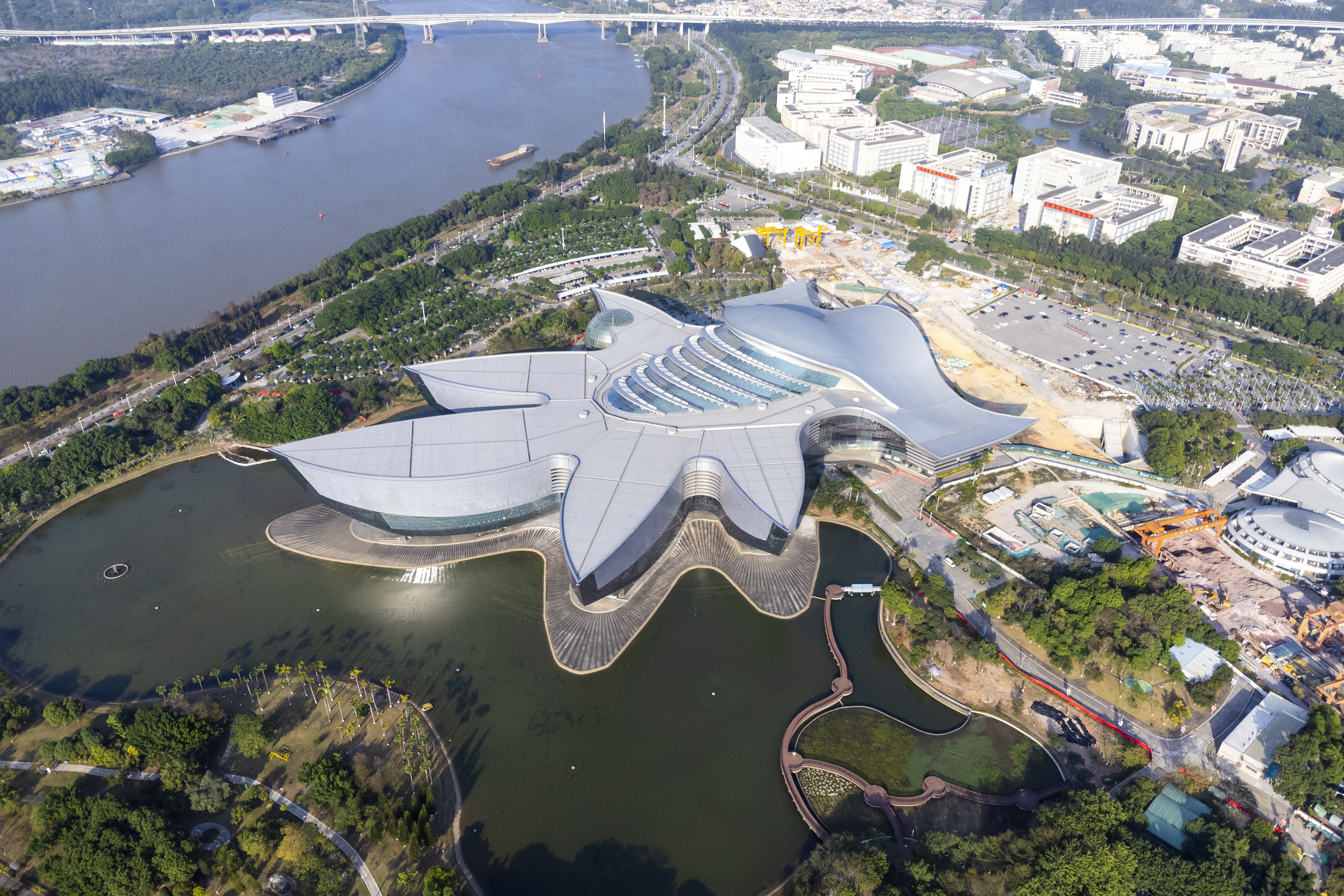
从空中俯瞰广东科学中心（西南侧）

广东科学中心的“科技航母”造型体现一种前进的动感，设计理念上表达了科技先锋（神舟飞船造型）、乘风破浪（舰船造型）、灵动人文（眼球造型）和吉祥如意（木棉花造型）四个方面的含义，整体外观寓意广东科技的强劲发展，表现出较强的标志性，建筑结构有利于实现展项教育功能与建筑形式的统一。

## 形象标志
广东科学中心的形象标志借助弧线的穿插组织，抽象意会出科学中心建筑的顶部造型以及正面的“发现之眼”等标志性特征，并暗喻了科学中心五馆并立的功能分区，同时通过对建筑理念的诠释，在统一的气质中以丰富的变化体现对科普及科学中心的理解：给更多人一个空间、一些机会、一种方法，借由科学中心的“发现之眼”，看到无限的科学世界。
该标志曾荣获2008年中国之星设计艺术大奖（标志类）最佳设计奖和第七届CCII国际商标标志双年奖银奖。

## 主要活动

### 主题展馆

#### 现有展区 / 展馆一览
| 展区 / 展馆 | 展区 / 展馆      | 展区 / 展馆                              | 主题                             | 区域 / 项目                                                                    |
| ----------- | ---------------- | ---------------------------------------- | -------------------------------- | ------------------------------------------------------------------------------ |
| -1F         | 中庭（临时展区） | 中庭（临时展区）                         | 依实际安排而定                   | 依实际安排而定                                                                 |
| 2F          | A区              | “低碳&新能源汽车” 科普体验馆（免费展馆） | 新能源汽车技术及其发展前景       | 环保使命、绿色动力、车联天下                                                   |
| 2F          | A区              | “低碳&新能源汽车” 科普体验馆（免费展馆） | 应对气候变化，践行低碳生活       | 地球发烧了、气候实验室、广东在行动、低碳工作坊                                 |
| 2F          | B区              | 临时展区                                 | 依实际安排而定                   | 依实际安排而定                                                                 |
| 2F          | C区              | 实验与发现                               | 经典物理现象                     | 生命科学实验室、科学发现广场、力学实验室（1区、2区）、电磁学实验室、光学实验室 |
| 2F          | C区              | 儿童天地                                 | 儿童科学启蒙                     | 我的家与居住小区、我的城市、我的世界、我的工作室                               |
| 2F          | D区              | 交通世界                                 | 交通工具的发展                   | 汽车技术、船舶技术、轨道交通技术                                               |
| 2F          | D区              | 材料园地                                 | 新型材料的特点及应用             | 液晶玻璃、钢化玻璃、偏振光材料、记忆合金、墙面留影等                           |
| 2F          | D区              | 数字乐园                                 | 数字技术的魅力及发展前景         | VR雪山吊桥、AR恐龙世界、机器人、虚拟物理空间等                                 |
| 2F          | D区              | 创新空间                                 | 培养观众的好奇心、观察力及想象力 | 重力滚球、伸缩球、发射纸飞机、合力运送气球等                                   |
| 2F          | E区              | 绿色家园                                 | 绿色生态文明                     | 绿色摇篮、绿色危机、绿色行动、低碳生活、循环利用                               |
| 2F          | E区              | 飞天之梦                                 | 人类对飞行的探索、对宇宙的认识   | 飞天之梦、挑战天空、飞向太空、星际探秘                                         |
| 2F          | F区              | 人与健康                                 | 人体结构、医学技术与健康生活方式 | 人体的奥秘、科技与健康、我的健康生活                                           |
| 2F          | F区              | 感知与思维                               | 人类的感知与思维能力             | 感知花园、错幻觉王国、思维空间                                                 |
| 3F          | C区              | 广东省食品药品科普体验馆（安安馆）       | 食品药品知识科普                 | 序厅、食健养和、美丽妆颜、药济天下、大医良器、安安剧场、食药知识大挑战         |
| 3F          | F区              | 数理万象                                 | 像科学家一样思考                 | 数学展区、物理学展区（声学、电磁学、光学、经典力学、量子力学、流体力学）       |
| 3F          | G区              | 新一代智慧通信                           | 智慧通信，连接未来               | 智慧互联、智赋百业、智启新生、智创未来                                         |

#### 特色展馆一览

##### 低碳&新能源汽车 · 科普体验馆（2F · A区）
2019年11月16日，中国首个低碳新能源汽车主题科普馆——广东科学中心“低碳&新能源汽车”科普体验馆正式开放。
该馆由广东科学中心联合广汽新能源、广东省生态环境厅共同研发建设，包括“新能源汽车科普体验馆”及“应对气候变化和低碳科普体验馆”两部分，面积近2400平方米，共有51个互动展项，全方位展示气候变化给人类社会带来的影响和挑战，引导公众践行低碳环保的生活方式，提高公众对新能源汽车技术的认知与了解。
| - 新能源汽车展台 - 永磁同步电动机 - 激光雷达 - 无线充电 - 蓄电池组 |

| - 锂电池充放电原理 - 不同电池性能比较 - 动力电池电路连接 - 新能源汽车剧场 - 汽车碳排放 |

##### LED体验馆（3F · C区，已拆除）
2012年10月18日，中国首个LED科普体验馆——广东科学中心“LED体验馆”正式开放。
该馆作为广东省LED主题园的配套设施之一，由广东科学中心和广东半导体照明创新中心共同研发建设，占地约1000平方米，采用互动模型、实验游戏、情景展示、混合现实、灯光秀、幻影剧场等技术手段，让观众近距离接触LED，体验其绿色照明的优良特性及其技术的未来发展趋势。
该馆在2020年4月~11月间被拆除，原址被部分改建为广东省食品药品科普体验馆（见下）。

##### 广东省食品药品科普体验馆（3F · C区）
2020年8月28日，中国首个大型食品药品主题科普体验馆——广东省食品药品科普体验馆入驻广东科学中心三楼C区（原LED体验馆场地内）。
该馆是广东省食品药品监督管理局联合广东省科技厅建设的重大民生科普工程，旨在让观众理解食品、药品、保健食品、化妆品和医疗器械“四品一械”在保障和提升人们健康生活质量、实现美好生活及推动社会进步方面的作用，提高人们的饮食用药安全意识和科学素养，营造“人人参与、共同守护食品药品安全”的良好社会氛围。
| - 巨大炒锅 - 调味艺术 - 中华美食 - 膳食宝塔 - 茶叶大观园 |

| - 闻香识酒 - 油盐糖测定 - 魅力口紅 - 色感妆容 - 照方抓药 - 道地药材 |

| - 西药库 - 走进药品生产线 - ICU模型 - 食药知识大挑战 |

##### 世博广东馆（3F · F区，已拆除）
2010年5月，经省政府批准，2010年上海世博会的广东馆将于同年10月底结束展示之后整体回迁，并落户广东科学中心三楼F区，继续向公众开放。
2011年4月1日，以“金色骑楼，绿色生活”为主题的上海世博会广东馆回迁展在广东科学中心揭幕。回迁的世博广东馆占地约500平方米，分为“绿色生活”“绿色城市”和“绿色神话”三个展区，同时还设置了有关广东馆幕后故事的延展内容，并于同年4月2日起向公众开放。
| - 广东馆外观 - 骑楼街市 - 省级绿道平面图 - 珠三角城市列车 - 世博中国馆模型 |

2021年9月，该馆因设备老化而确定被拆除，原址被改建为“数理万象”主题展区的一部分。

##### 岭南科技纵横（3F · F区，已拆除）
2013年9月26日，广东科学中心新增的“岭南科技纵横”馆正式对公众开放，该馆选取包括灵渠、广济桥（湘子桥）、黄道婆棉纺技术、冯如飞机模型在内的岭南最具代表意义的科技历史事件、人物和发明创造共计49项，以“上下六千年”的时间跨度，“岭之南，海之滨”的空间定位，向公众展示了一个具有区域文化特色的广东科技发展历程。
| - 古代岭南展区 - 灵渠 - 红模铸造法 - 岭南生活景观模型 - 最早的舵 |

| - 黄道婆棉纺技术 - 近代南粤展区 - 岭南植物 - 广州城区平面图 - 地冷系统 - 工业萌芽 - 冯如二号飞机模型 |

该馆在2021年底被拆除，原址被改建为“数理万象”主题展区的一部分。

### 学术交流

#### 亚太科学中心大会
2011年5月18日，第十一届亚太科学中心大会（ASPAC 2011）在广东科学中心开幕，来自21个国家或地区的科技馆及博物馆的近400位馆长和专家聚首广州，纵论现代科学中心的发展与使命。

#### 小谷围科学讲坛
“小谷围科学讲坛”是面向公众的大型系列科普讲座，举办地设在科学中心东南侧的学术交流中心多功能讲演厅，通常在周末举行，并视情况适当增加场次，其主旨为传播自然科学知识，普及科学精神和科学方法，为公众打造一个了解科学的互动平台。讲坛首场于2009年9月19日开讲，目前已举办至第196场。

#### 广东科普嘉年华
广东科学中心与广东省科协、省科学技术厅等单位联合举办了首届至第五届广东科普嘉年华，为市民走近科学、了解科学、掌握科学、应用科学、提高科学素质搭建了良好平台。
| 届数 | 活动时间            | 主题                               | 概要 |
| ---- | ------------------- | ---------------------------------- | --- |
| 1    | 2018年9月15日~21日  | 创新引领时代，智慧点亮生活         | 作为广东科学中心10周年系列活动的一部分，包括欢乐科学剧场、科创新品体验、我的科学乐园、科学家面对面、学会一条街五大板块   |
| 2    | 2019年10月12日~13日 | 礼赞共和国，智慧新生活             | 围绕航天科技、人工智能、5G技术、物联网等前沿科技热点及环境保护、卫生健康等民生领域焦点问题，为公众呈现一场丰盛的科普盛宴 |
| 3    | 2020年9月25日~27日  | 科技战疫 · 全面小康 · 创新为民     | 围绕抗击新冠肺炎疫情、航天工程、人工智能、5G技术等热点事件，打造线上线下融合的“云”展会阵地                               |
| 4    | 2021年9月17日~20日  | 百年再出发，迈向高水平科技自立自强 | 围绕载人航天、碳达峰碳中和、高新科技等内容，立足广东特色，展示广东科技创新、科学普及发展最新成果                         |
| 5    | 2023年5月12日~14日  | 铸强科普之翼，厚植创新沃土         | 设有四个主题活动展区，强化中老年人科普工作，开展科普游园会，线下观众可参与手工制作、灯谜竞猜、AR扫码集卡等活动           |

### 更新改造
2016年2月2日，作为常设展览之一的“实验与发现”展馆经过更新改造后重新开放，与更新改造前相比新增展项37个。展项主要涉及天文现象的规律、物理现象的原理等方面知识，展厅划分为科学发现广场、力学、电磁学、光学和生命科学实验室等部分，其中科学发现广场的中部设有高10米的大型傅科摆，向游客展示地球自转的实验证据。
| - 展区分布 - 艺术墙 - 科学发现广场与傅科摆 - 尖端放電 - 太阳系 |

| - 滑轮与滑轮组 - 测量地球周长 - 电生磁与磁生电 - 电动机 - 电磁舞台 |

除此之外，广东科学中心此后又陆续对儿童天地、感知与思维、人与健康、飞天之梦和绿色家园等7个常设主题展馆进行了更新改造，例如：
- 2017年7月，“绿色家园”展馆在经过4个多月的封闭改造后重新开放，全新增加了30个互动展项，原保留19个最受观众喜爱的热门展项也做改造提升，相比原来规模更大，互动性和趣味性更强[36]。
- 2017年9月，原“数码世界”和“交通世界”两个展馆在进行更新改造后，分拆为交通世界、材料园地、数字乐园、创新空间四个新主题展馆对外开放[37]。
- 2018年9月，“人与健康”展馆在经过近3个月的封闭改造后重新开放，改造后的展馆共有42个展项，展馆进行了全新布局，新增加20个互动展项，改造提升22个受观众喜爱的热门展项[38]。

| - 绿色家园 - 创新空间 - 人与健康 |

## 参观导引

### 交通路线

#### 公交
- 大学城（科学中心）公交总站位于科学中心东北侧的付费停车场附近，可换乘35路、801路、番202路旅游专线。

- 此外原有接驳巴士往来科学中心及地铁大学城北站，现已撤销[39]。

#### 城际铁路
- 城际铁路广州东环城际将在科学中心广场设广州大学城站。

### 开放时间
|              | 售票时间       | 开放时间                                         |
| ------------ | -------------- | ------------------------------------------------ |
| 室外活动区域 | 无（免费区域） | 8:00－20:00                                      |
| 常设主题展馆 | 9:30－15:30    | 9:30－16:30（双休日及法定节假日延长至17:00闭馆） |
| 科技影院     | 9:30－15:40    | 9:30－16:30                                      |

- 常设主题展馆和科技影院各自独立，单独开放
- 每周一闭馆（法定节假日除外）
- 科技影院一人一票，对号入座，提前5分钟检票进场
- 开放日闭馆前30分钟停止入园

### 门票售价
- 常设主题展馆：[40]
  - 全票：￥60/人（人民币，下同）
  - 半票：￥30/人
  - 亲子套票：￥70/套（一张全票一张半票）
  - 家庭套票：￥120/套（两张全票一张半票） / ￥100/套（一张全票两张半票）
  - 展馆年票：普通会员卡￥260/张，学生会员卡￥100/张（大学本科及以下学历适用），亲子会员卡￥450/张，均可在一年内不限次数参观
- 巨幕影院：￥40/人
- 球幕影院：￥35/人
- 4D影院：￥30/人
- 虚拟航行动感影院：￥20/人